# Symphony of Enchanted Lands
Symphony of Enchanted Lands es el segundo álbum de estudio de la banda italiana de power metal sinfónico Rhapsody of Fire (en ese entonces conocida como Rhapsody). Fue lanzado el 5 de octubre de 1998 por medio de Limb Music.

Es el segundo capítulo de la Emerald Sword Saga. Es considerado por muchos críticos como el álbum en el que la banda no solo perfeccionó el sonido que intentaron trazar en su primer álbum, pero también el trabajo donde los italianos forjarían su estilo musical característico, el cual ha influenciado el sonido del grupo hasta el día de hoy y del cual otras bandas tomaron inspiración. Es también el disco donde estrenan la cual es considerada como la canción emblema de la banda, Emerald Sword.
En este trabajo se puede apreciar la inspiración del grupo por compositores clásicos. Por ejemplo, en la canción "The Dark Tower of Abyss" la sección de pre-coros está inspirada en el trabajo del compositor Antonio Vivaldi. Dicho acercamiento a compositores clásicos se volvería apreciar a futuro en el álbum Rain of a Thousand Flames del 2001.
Este sería el último trabajo donde participaría el baterista Daniele Carbonera debido a que los líderes de la banda, Alex Staropoli y Luca Turilli, consideraban que no estaba al nivel que ellos buscaban dentro de sus producciones. Además, fue a partir de este álbum que la banda comenzaría a apodar su estilo musical "Hollywood Metal".

## Lista de canciones
Todas las letras fueron escritas por Luca Turilli; toda la música fue compuesta por Turilli y Alex Staropoli.

| N.º   | Título | Duración |  |
| 1.    | «Epicus Furor» (Furia Épica) | 1:14     |  |
| 2.    | «Emerald Sword» (Espada Esmeralda) | 4:21     |  |
| 3.    | «Wisdom of the Kings» (Sabiduría de los Reyes) | 4:28     |  |
| 4.    | «Héroes of the Lost Valley (Héroes del Valle Perdido) - I. Entering The Waterfalls’ Realm (Entrando Al Reino De Las Cascadas) - II. The Dragon’s Pride (El Orgullo del Dragon)»                                                                        | 2:04     |  |
| 5.    | «Eternal Glory» (Gloria Eterna) | 7:29     |  |
| 6.    | «Beyond the Gates of Infinity» (Más allá de las Puertas del Infinito) | 7:23     |  |
| 7.    | «Wings of Destiny» (Alas del Destino) | 4:28     |  |
| 8.    | «The Dark Tower of Abyss» (La Torre Oscura del Abismo) | 6:46     |  |
| 9.    | «Riding the Winds of Eternity» (Montando los Vientos de la Eternidad) | 4:13     |  |
| 10.   | «Symphony of Enchanted Lands (Sinfonía de las Tierras Encantadas) - I. Tharos’s Last Flight (El Último Vuelo de Tharos) - II. Hymn Of The Warrior (Himno Del Guerrero) - III. Rex Tremende (Rey Tremendo) - IV. The Immortal Fire (El Fuego Inmortal)» | 13:16    |  |
| 55:42 | |          |  |

## Formación
- Fabio Lione - Voz
- Luca Turilli - Guitarra eléctrica, Guitarra acústica, Guitarra clásica.
- Alex Staropoli - Teclado, Clavicémbalo, Piano.
- Alessandro Lotta - Bajo eléctrico.
- Daniele Carbonera - Batería, Percusión.

### Músicos invitados
- Coros en ruso - Don Kosaken
- Coros sagrados - Helmstedter Kammerchor - Dirigido por Andreas Lamken
- Coros - Thomas Rettke, Robert Hunecke-Rizzo, Ricky Rizzo, Cinzia Rizzo, Tatiana Blocn, Davide Calabrese, Michele Mayer, Giuliano Tarlon, Cristiano Adacher, Manuel Staropoli, Fabio Lione, Alex Staropoli, Luca Turilli
- Voz femenina barroca en Symphony Of Enchanted Lands - Constanze Backes
- Partes de narrador habladas por - Sir Jay Lansford
- Tambores de marcha - Erik Steenbock
- Flauta barroca y Oboe barroco - Manuel Staropoli
- Violín líder - Matthias Brommann
- Viola da gamba - Claas Harders
- Ensambles de cuerdas
- Violines - Ulrike Wildenhof, Almut Schlicker, Stefanie Holk, Friedrike Bauer, Matthias Brommann
- Violas - Marie-Theres Strumpf, Cosima Bergk, Jan Larsen
- Violoncelo - Hagen Kuhr
- Contrabajo Andre Neygenfind
- Clavicémbalo - Stefan Horz
- Guitarra acústica, mandolina, balalaika - Sascha Paeth[6]

### Información del álbum
- Ingeniería, mezcla y máster por Sascha Paeth y Miro en el Gate Studio, en Wolfsburg, Alemania.
- Trabajo artístico por Eric Philippe.
- Fotografías por Karsten Koch, Hannover.
- Arreglos orquestales por Alex Staropoli.
- La canción de Epicus Furor es una intro a Emerald Sword formando una sola canción.